# Liste der Kulturdenkmäler in Tiefenthal (Rheinhessen)
In der Liste der Kulturdenkmäler in Tiefenthal sind alle Kulturdenkmäler der rheinland-pfälzischen Ortsgemeinde Tiefenthal aufgeführt. Grundlage ist die Denkmalliste des Landes Rheinland-Pfalz (Stand: 2. August 2023).

## Denkmalzonen
| Bezeichnung                    | Lage                                         | Baujahr | Beschreibung                                        | Bild |
| ------------------------------ | -------------------------------------------- | ------- | --------------------------------------------------- | ---- |
| Denkmalzone Jüdischer Friedhof | westlich des Ortes; Flur Im Bremmenberg Lage | 1849    | Areal mit acht Grabsteinen von 1849 (?) bis um 1904 | BW   |

## Einzeldenkmäler
| Bezeichnung         | Lage            | Baujahr | Beschreibung               | Bild                           |
| ------------------- | --------------- | ------- | -------------------------- | ------------------------------ |
| Evangelische Kirche | Kirchweg 1 Lage | 1767    | spätbarocker Saalbau, 1767 | weitere Bilder Fotos hochladen |